# ФК Монс Калп
Монс Калп (на английски: Mons Calpe S.C.) е полупрофесионален футболен отбор от Гибралтар, задморска територия на Великобритания. Основан през 1912 година. Играят в Гибралтарска първа дивизия. Мачовете си играе на стадион „Виктория“.

## Успехи
- Гибралтарска втора дивизия
  -  Шампион (1): 2012/13, 2015/16
- Купа на Скалата
  -  Финалист (1): 2017/18